# Can Masgrau (Bigues)
Can Masgrau és una masia a Bigues (poble del Vallès) al sector central del terme, a ponent del sector nord de la urbanització de Can Barri, en el vessant sud-est del Turó, on hi ha la Parròquia de Bigues i l'església parroquial de Sant Pere de Bigues. És a ponent de Can Pou.